# Paligrace
Paligrace (em cirílico: Палиграце) é uma vila da Sérvia localizada no município de Crveni krst, pertencente ao distrito de Nišava, na região de Ponišavlje. A sua população era de 265 habitantes segundo o censo de 2011.

## Demografia
| 1948 | 1953 | 1961 | 1971 | 1981 | 1991 | 2002 | 2011 |
| ---- | ---- | ---- | ---- | ---- | ---- | ---- | ---- |
| 742  | 772  | 726  | 616  | 527  | 422  | 353  | 265  |